# Alrisha

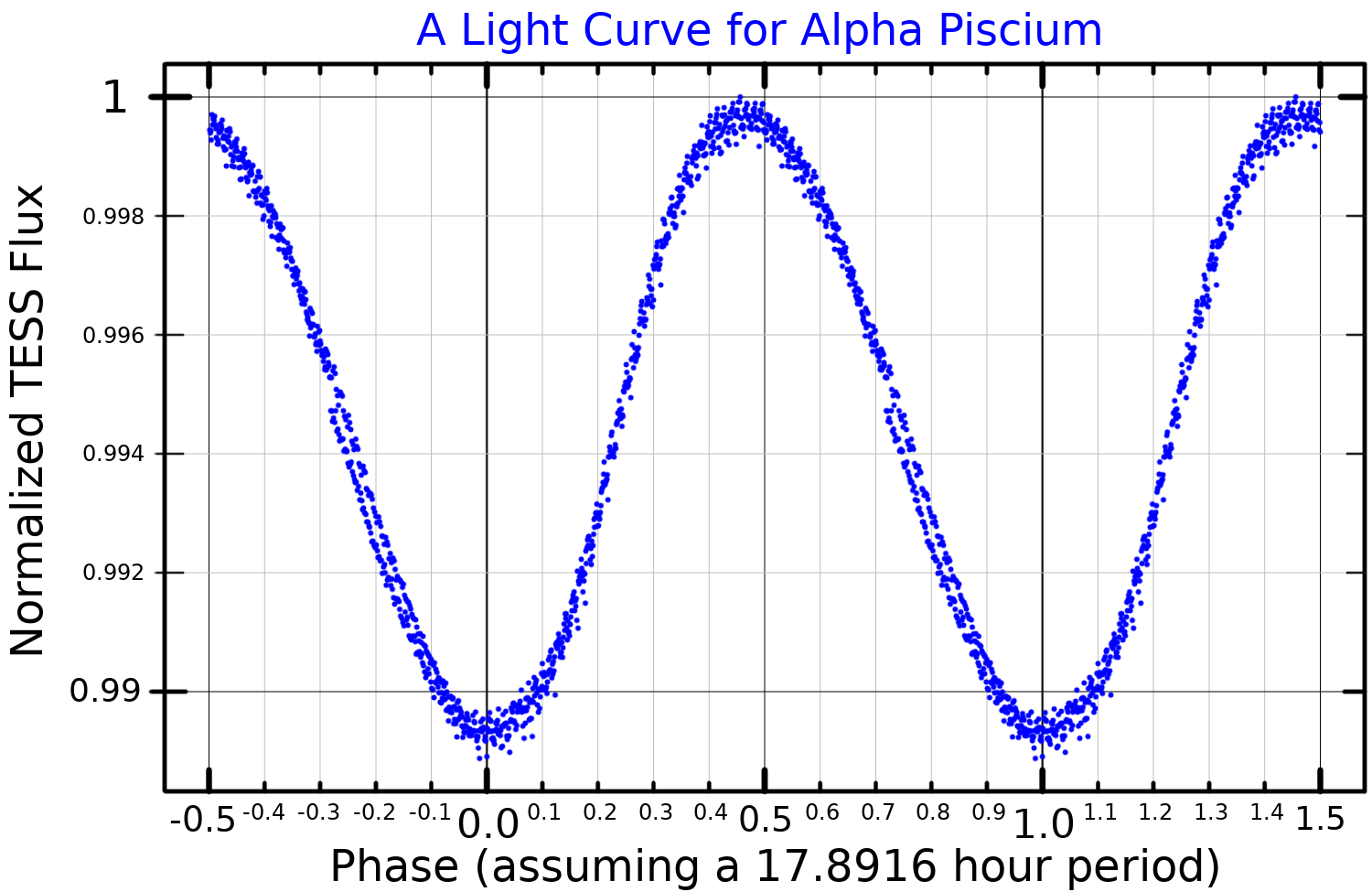
Lichtkromme van alpha Psc

Alrisha (alpha Piscium) is een ster in het sterrenbeeld Vissen (Pisces) bestaande uit twee witte hoofdreeks sterren die momenteel een scheiding hebben van 1",9. De naam komt uit het Arabisch en betekent het koord.